# Коптяиха
Коптяиха — река в России, протекает в Ярославском районе Ярославской области; левый приток реки Пажица.
Сельские населённые пункты около реки: слева — Давыдовское, Терехово, Гридино; справа — Козульки, Пажа, Демково, Новлино.
Реку пересекает железная дорога Ярославль — Рыбинск.